# Ammo

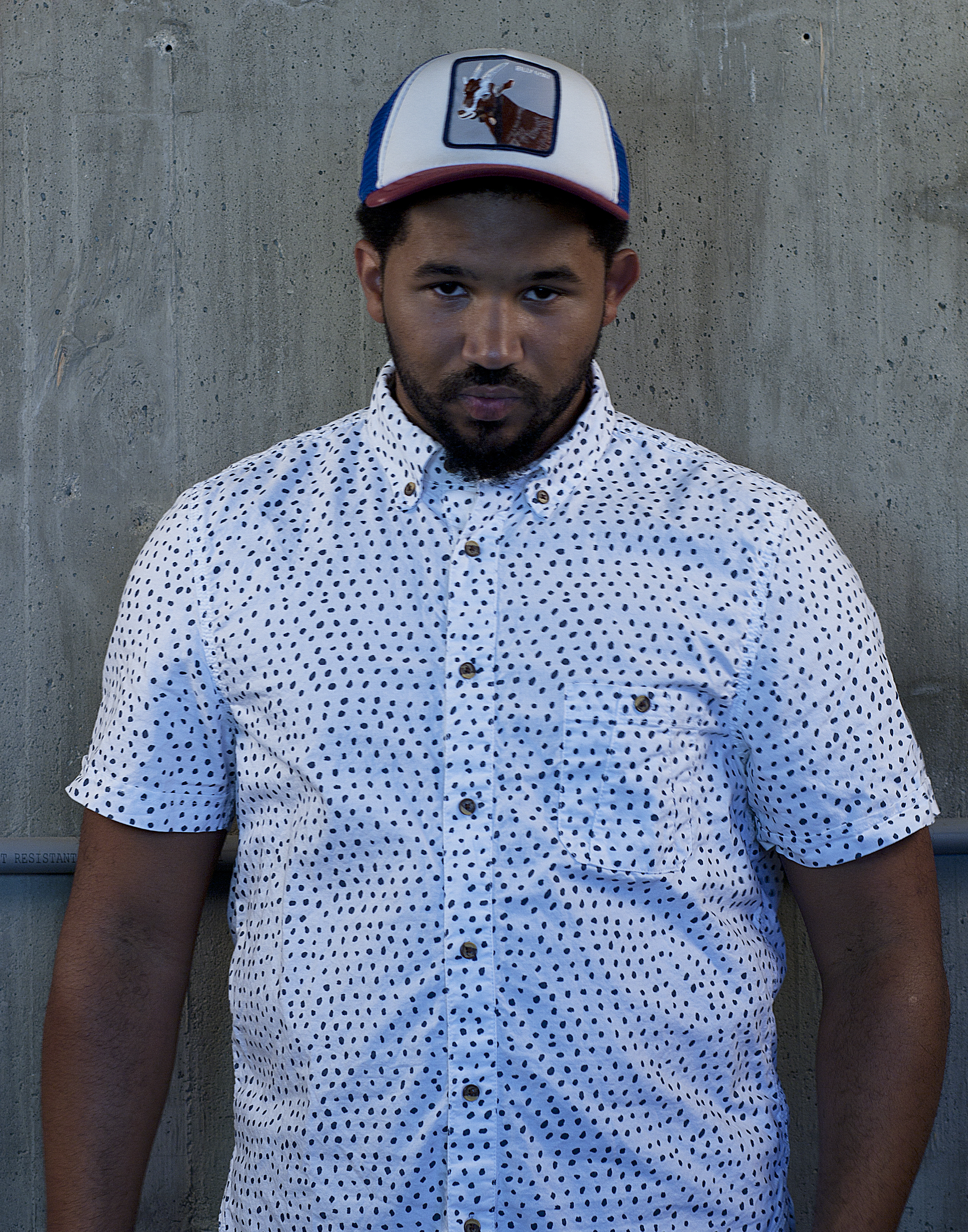

Joshua Coleman, mer känd som Ammo, är en amerikansk musiker, låtskrivare och producent. I november 2008 skrev han kontrakt med Dr. Lukes förlag Prescription Songs. Ammo har skrivit låtar till artister som Kesha, Katy Perry, Pitbull, Jesse McCartney, Jordin Sparks och Adam Lambert.
År 2016 gifte han sig med skådespelaren Jude Demorest.